# Ruchcza 2
Ruchcza 2 (biał. Рухча 2; ros. Рухча 2; także Ruchcza II) – wieś na Białorusi, w obwodzie brzeskim, w rejonie stolińskim, w sielsowiecie Ruchcza, w pobliżu Rezerwatu Biologicznego Tyrwowicze.
W XIX w. opisywana jako miejscowość odludna. W dwudziestoleciu międzywojennym Ruchcza II leżała w Polsce, w województwie poleskim, w powiecie stolińskim, do 18 kwietnia 1928 gminie Radczysk, następnie w gminie Płotnica. Po II wojnie światowej w granicach Związku Sowieckiego. Od 1991 w niepodległej Białorusi.